# Crosslauf-Europameisterschaften 1994
Die 1. Crosslauf-Europameisterschaften der EAA fanden am 10. Dezember 1994 in Alnwick (England, Vereinigtes Königreich) statt.
Die Männer starteten über 9,5 km, die Frauen über 4,5 km.

## Ergebnisse

### Männer

#### Einzelwertung
| Platz | Athlet             | Land | Zeit (min) |
| ----- | ------------------ | ---- | ---------- |
| 1     | Paulo Guerra       | POR  | 27:43      |
| 2     | Domingos Castro    | POR  | 27:59      |
| 3     | Antonio Serrano    | ESP  | 28:03      |
| 4     | José Carlos Adán   | ESP  | 28:06      |
| 5     | Abdellah Béhar     | FRA  | 28:08      |
| 6     | Luca Barzaghi      | ITA  | 28:10      |
| 7     | José Manuel García | ESP  | 28:11      |
| 8     | António Pinto      | POR  | 28:12      |

Von 103 gestarteten Athleten erreichten 101 das Ziel.
Teilnehmer aus deutschsprachigen Ländern:
- 16: Dieter Baumann (GER), 28:25
- 44: Jens Volkmann (GER), 29:13
- 49: Carsten Arndt (GER), 29:18
- 58: Steffen Dittmann (GER), 29:29
- 68: Jürg Stalder (SUI), 29:51
- 75: Bernd Breitmaier (GER), 30:06
- 82: Martin Block (GER), 30:21

#### Teamwertung
| Platz | Land und Athleten                                                           | Gesamtpunktzahl und Einzelplatzierung |
| ----- | --------------------------------------------------------------------------- | ------------------------------------- |
| 1     | Portugal Paulo Guerra Domingos Castro António Pinto Alberto Maravilha       | 20 01 02 08 09                        |
| 2     | Spanien Antonio Serrano José Carlos Adán José Manuel García Alejandro Gómez | 27 03 04 07 13                        |
| 3     | Frankreich Abdellah Béhar Mustapha Essaïd Mohamed Ezzher Bertrand Frechard  | 50 05 10 17 18                        |

Insgesamt nahmen 21 Nationen teil. Die deutsche Mannschaft kam mit 167 Punkten auf den neunten Platz.

### Frauen

#### Einzelwertung
| Platz | Athletin            | Land | Zeit (min) |
| ----- | ------------------- | ---- | ---------- |
| 1     | Catherina McKiernan | IRL  | 14:29      |
| 2     | Julia Vaquero       | ESP  | 14:30      |
| 3     | Elena Fidatov       | ROU  | 14:36      |
| 4     | Alla Schiljajewa    | RUS  | 14:45      |
| 5     | Maria Rebelo        | FRA  | 14:46      |
| 6     | Fernanda Ribeiro    | POR  | 14:47      |
| 7     | Mariana Chirila     | ROU  | 14:48      |
| 8     | Lieve Slegers       | BEL  | 14:49      |

Von 77 gestarteten Athletinnen erreichten 69 das Ziel.
Teilnehmerinnen aus deutschsprachigen Ländern:
- 33: Claudia Dreher (GER), 15:16
- 36: Claudia Metzner (GER), 15:19
- 49: Melanie Kraus (GER), 15:38
- 53: Andrea Karhoff (GER), 15:39
- DNF: Claudia Stalder (SUI)

#### Teamwertung
| Platz | Land und Athletinnen                                         | Gesamtpunktzahl und Einzelplatzierung |
| ----- | ------------------------------------------------------------ | ------------------------------------- |
| 1     | Rumänien Elena Fidatov Mariana Chirila Margareta Keszeg      | 26 03 07 16                           |
| 2     | Frankreich Maria Rebelo Blandine Bitzner-Ducret Farida Fatès | 28 05 09 14                           |
| 3     | Portugal Fernanda Ribeiro Carla Sacramento Ana Dias          | 29 06 11 12                           |

Insgesamt nahmen 18 Nationen teil. Die deutsche Mannschaft kam mit 118 Punkten auf den zwölften Platz.